# Souvenir de Gabrielle Drevet
'Souvenir de Gabrielle Drevet' est un cultivar de rosier obtenu en 1884 par les rosiéristes français Guillot père et fils.

## Description
Ce rosier thé aux fleurs abricot, au cœur rose saumoné et aux nuances cuivrées, était très en vogue au tournant du XIXe siècle et du XXe siècle ; il est devenu très rare aujourd'hui en Europe continentale. Ses fleurs sont grandes et doubles (17-25 pétales), fleurissant plutôt en solitaires. La floraison est remontante.
Il se présente comme un buisson presque inerme au feuillage vert foncé. Sa zone de rusticité est de 6b à 9b, il est donc résistant aux hivers froids.  
Elle est généralement offerte chaque année aux étudiantes du Master de Droit international de l'Université Paris-Nanterre.  